# Моисеевский монастырь
Моисеевский монастырь — упразднённый монастырь Белого города в Москве, находившийся в северо-западной части современной Манежной площади.
Монастырь этот назывался то у Житной решетки (по соседству с Житной площадью, бывшей около нынешнего Охотного ряда), то у Богаделен (от бывших здесь богаделен для престарелых и убогих).

## История
Моисеевский монастырь основан в середине XVI века царем Иваном Грозным.
С 1600 года известна деревянная церковь Моисея Боговидца (пророка Моисея). Рядом с церковью были устроены три богадельни. Время сооружения каменной церкви неизвестно.
Монастырь был основан не позднее 1676 года.
В 1690 году были построены каменные кельи.
В начале XVIII века в монастыре было 100 монахинь.
В 1706 году вокруг монастыря была возведена каменная ограда, а к 1710 году существенно обновлён.
В 1737 году Моисеевский монастырь пострадал от пожара, а в 1765 году упразднён в числе прочих манифестом императрицы Екатерины II, а в зданиях монастырских богаделен (архитектор Я. Бухвостов) поселены два батальона гарнизонного полка.
Захоронения на монастырском кладбище были прекращены после эпидемии чумы 1771 года.
В 1787 году здания храма и богаделен были разобраны, а на месте Моисеевского монастыря устроена Моисеевская площадь.
В 1883 году на площади построена часовня Александра Невского в память пятилетней годовщины освобождения болгар от турецкого ига (архитектор Д. Н. Чичагов; снесена в 1922 году).
В 1995 году перед строительством подземного торгового центра на Манежной площади проводились археологические исследования под руководством Главного археолога Москвы А. Г. Векслера. В ходе раскопок культурного слоя Моисеевского монастыря был обнаружен белокаменный фундамент церкви Моисея Боговидца (середина XVII века).
Ниже монастырского комплекса были открыты бревенчатые погреба, подклети, колодцы (XV — первой половины XVI веков). Раскопан некрополь Моисеевского монастыря, включавший более 600 захоронений (из них 25 мумифицированы). Тела умерших лежали в деревянных долблёных колодах и гробах-ящиках, один костяк завёрнут в бересту. Обнаружено 28 надгробий из белого известняка, 2 — из сланца. Найдены: нательные кресты из металла, дерева и янтаря; стеклянные и металлические сосуды (слезницы) для хранения мира; чётки, воздухи, облачения (куколи, аналавы). Уникальные ткани, расшитые шёлком, сохранили первозданный цвет. Часть найденных предметов экспонируется в Музее археологии Москвы (филиал Музея Москвы). 
На кладбище в Ракитках по инициативе настоятеля Казанского собора на Красной площади — Аркадия Станько (1928—2000, похоронен у северной стены храма Иннокентия Московского) в 1990-е годы были перезахоронены честные останки насельниц московского Моисеевского монастыря.